# Warluis
Warluis é uma comuna francesa na região administrativa de Altos da França, no departamento de Oise. Estende-se por uma área de 11,44 km². Em 2010 a comuna tinha 1 194 habitantes (densidade: 104,4 hab./km²).